# Turistická značená trasa 7269
 Turistická značená trasa 7269 je 3 km dlouhá žlutě značená trasa Klubu českých turistů v okrese Rychnov nad Kněžnou spojující Vamberk s chatou Na Vyhlídce. Její převažující směr je východní.

## Průběh trasy
Turistická značená trasa 7269 má svůj počátek na vamberském náměstí na rozcestí s modře značenou trasou 1848 vedoucí z místního nádraží do Orlických hor a zeleně značenou trasou 4237 vedoucí od tamtéž do Litic nad Orlicí. S ní vede v počátku v souběhu, který končí na Horním náměstí. Trasa 7269 opouští město po historické Císařské cestě a stoupá poli do svahu Chlumu. Ještě před jejím vstupem do lesního masívu se od ní odklání na severovýchod, v mělkém údolí překonává potok a končí na rozcestí u turistické chaty Na Vyhlídce. Zde je možné navázat na odsud vycházející trasy modrou 1876 směr Rybná nad Zdobnicí nebo zelenou 4236 do Bohousové. Přes rozcestí prochází i červeně značená trasa 0418 z Potštejna do údolí Zdobnice.

## Turistické zajímavosti na trase
- Památný buk na náměstí dr. Lutzova ve Vamberku
- Expozice starých technických exponátů ve Vamberku
- Dvě lípy malolisté u sousoší svaté Anny ve Vamberku
- Chata Na Vyhlídce